# 社会主義インターナショナル
社会主義インターナショナル（しゃかいしゅぎインターナショナル、英語: Socialist International、略称: SI）は、民主社会主義や社会民主主義を掲げる政党の国際組織である。本部はロンドン。
イギリスの労働党、フランスの社会党、ドイツの社会民主党、イタリアの社会党、オーストリアの社会民主党など欧州の社会民主主義政党を中心にして1951年に創設された。2023年現在、議長はペドロ・サンチェス。日本は社会民主党が加盟している。

## 概説

### コミンテルン
社会主義者の国際組織である第二インターナショナルが崩壊後、第三インターナショナル（コミンテルン）と社会主義インターナショナルがそれぞれ結成された。
1889年設立の第二インターナショナルは1914年の第一次世界大戦勃発に際し、「城内平和」路線を取って自国の戦争行為を肯定する祖国防衛派が多数派となったことで自壊的に崩壊。1919年に共産主義者がコミンテルンを結成した。
社会民主主義者は1923年に労働社会主義インターナショナルを結成し、第二次世界大戦後の1951年6月に現在の社会主義インターナショナルに再結成された。
社会主義インターナショナルは、反共主義、反新自由主義と、自由、人権、民主、平等、博愛などのフランス革命やアメリカ独立革命の精神、および複数政党制、市場経済、社会的連帯、働く者の権利（労働基本権）、富の再分配などを提唱している。著名な行動には、5月1日を国際労働者の日（メーデー）とした1889年の宣言や、3月8日を国際婦人デーとした1910年の宣言があるが、これらは正確には第二インターナショナル時代のものである。
社会主義インターナショナルの関連組織には、1953年から段階的に創立された、ヨーロッパ各国の社民主義政党によって構成される欧州規模の政党の欧州社会党（PES：The Party of European Socialists）などがある。

### 共産党の受け入れ
第二次世界大戦後、スペインとポルトガルで独裁政治が民主主義に取ってかわった時、社会民主主義政党の再建を援助した。反共主義の立場をとっていたため、加盟政党と共産主義国との接触を長く禁じていたが、1974年には個別に接触をしてもよいこととなった。
社会主義インターナショナルは、加盟政党として新たに旧イタリア共産党が社民主義に転換した左翼民主主義者（PDS）、モンゴル人民党（MPP）やモザンビーク解放戦線（FRELIMO）などの旧共産主義政党も受け入れた。南アフリカのアフリカ民族会議のような党内の執行委員会に共産党が存在する政党も例外的に加盟している。
2006年のスペインで開催された世界大会には、アメリカ民主党のリベラル派議員として知られ、2004年アメリカ合衆国大統領選挙の候補者にもなったハワード・ディーン（民主党全国委員会委員長）が来賓として招かれた。

### 独裁政党との関係
2012年、いくつもの非民主的な国の独裁政党が社会主義インターナショナルに加入していることを批判していたドイツ社会民主党が、社会主義インターナショナルへの10万ポンドの会費の支払いを停止した。これを契機として2013年にはドイツ社会民主党が中心となってドイツ・ライプツィヒにおいて新たな社会民主主義の国際組織進歩同盟が設立される。社会主義インターナショナルは進歩同盟から挑戦を受け、国際社会民主主義運動は分裂状態になっている。

## 歴史
- 1945年3月3日：イギリスのロンドンで開催された各国社会党国際大会においてインターナショナル再建が決議される。
- 1947年：COMISCO（Committee of the International Socialist Conference、国際社会主義者会議委員会[12]）が結成される。
- 1951年6月：第二インターナショナルを継承した社会主義インターナショナルがフランクフルトで結成され、『フランクフルト宣言』（『民主的社会主義の目的と任務』）が出される。34カ国の政党が参加。
- 1962年：『オスロ宣言』でマルクス・レーニン主義（共産主義）を完全に放棄。
- 1989年：『ストックホルム宣言』（『社会主義インターナショナルの原則に関する宣言』）
- 2013年：進歩同盟が設立され、国際社会民主主義運動は分裂状態になる。

## 世界大会
1. フランクフルト 1951年
2. ミラノ 1952年
3. ストックホルム 1953年
4. ロンドン 1955年
5. ウィーン 1957年
6. ハンブルク 1959年
7. ローマ 1961年
8. アムステルダム 1963年
9. ブリュッセル 1964年
10. ストックホルム 1966年
11. イーストボーン 1969年
12. ウィーン 1972年
13. ジュネーヴ 1976年
14. バンクーバー 1978年
15. マドリード 1980年
16. アルブフェイラ 1983年
17. リマ 1986年
18. ストックホルム 1989年
19. ベルリン 1992年
20. ニューヨーク 1996年
21. パリ 1999年
22. サンパウロ 2003年
23. アテネ 2008年
24. ケープタウン 2012年
25. カルタヘナ 2017年
26. マドリード 2022年

## 歴代議長
| 代 | 氏名 | 氏名                                     | 在任期間          | 主な経歴               |
| -- | ---- | ---------------------------------------- | ----------------- | ---------------------- |
| 1  |      | モルガン・フィリップス                   | 1951年 - 1957年   | イギリス労働党事務総長 |
| 2  |      | アルシング・アナスン                     | 1957年 - 1962年   | デンマーク国防大臣     |
| 3  |      | エーリッヒ・オレンハウアー               | 1963年            | ドイツ社会民主党党首   |
| 4  |      | ブルーノ・ピッターマン                   | 1964年 - 1976年   | オーストリア副首相     |
| 5  |      | ヴィリー・ブラント                       | 1976年 - 1992年   | 西ドイツ首相           |
| 6  |      | ピエール・モーロワ                       | 1992年 - 1999年   | フランス首相           |
| 7  |      | アントニオ・グテーレス                   | 1999年 - 2005年   | ポルトガル首相         |
| 8  |      | ゲオルギオス・アンドレアス・パパンドレウ | 2006年 - 2022年   | ギリシャ首相           |
| 9  |      | ペドロ・サンチェス                       | 2022年 - （現職） | スペイン首相           |

出典：“FORMER PRESIDENTS of the SOCIALIST INTERNATIONAL（社会主義インターナショナルの過去の議長）”.   社会主義インターナショナル. 2013年3月10日閲覧。

## 加盟政党
2019年10月時点

### アジア・オセアニア
| 国               | 党名                       | 与党・野党 |
| ---------------- | -------------------------- | ---------- |
| アゼルバイジャン | アゼルバイジャン社会民主党 | 野党       |
| アルメニア       | アルメニア革命連盟         | 野党       |
| イエメン         | イエメン社会党             | 野党       |
| イスラエル       | イスラエル労働党           | 野党       |
| イスラエル       | メレツ                     | 野党       |
| イラク           | クルド愛国同盟             | 野党       |
| イラン           | クルド民主党               | N/A        |
| インド           | インド国民会議             | 野党       |
| カザフスタン     | 全国社会民主党             | N/A        |
| キルギス         | キルギス社会民主党         | 与党       |
| 日本             | 社会民主党                 | 野党       |
| ネパール         | ネパール会議派             | 野党       |
| パキスタン       | パキスタン人民党           | 野党       |
| パレスチナ       | ファタハ                   | 与党       |
| フィリピン       | フィリピン民主社会党       | 野党       |
| モンゴル         | モンゴル人民党             | 与党       |
| モンゴル         | モンゴル社会民主党         | N/A        |
| レバノン         | 進歩社会党                 | 野党       |

### アフリカ
| 国               | 党名                           | 与党・野党 |
| ---------------- | ------------------------------ | ---------- |
| アルジェリア     | 社会主義戦線                   | 野党       |
| アンゴラ         | アンゴラ解放人民運動           | 与党       |
| ガーナ           | 国民民主会議                   | 野党       |
| カーボベルデ     | カーボベルデ独立アフリカ党     | 野党       |
| カメルーン       | 社会民主戦線                   | 野党       |
| ギニア           | ギニア人民大会                 | 与党       |
| コンゴ民主共和国 | 民主社会進歩連合               | 野党       |
| 赤道ギニア       | 社会民主連合                   | 野党       |
| セネガル         | セネガル社会党                 | N/A        |
| チャド           | 民主主義と再生のための国民連合 | 野党       |
| 中央アフリカ     | 中央アフリカ人民解放運動       | 野党       |
| チュニジア       | エタカトル                     | 与党       |
| ナミビア         | 南西アフリカ人民機構           | 与党       |
| ニジェール       | ニジェール民主社会主義党       | 与党       |
| ブルキナファソ   | 進歩人民運動                   | 与党       |
| マリ             | マリ民主同盟                   | 野党       |
| マリ             | マリ連合                       | 与党       |
| モーリタニア     | 民主勢力会議                   | 野党       |
| 南アフリカ共和国 | アフリカ民族会議               | 与党       |
| モーリシャス     | モーリシャス労働党             | 野党       |
| モーリシャス     | モーリシャス闘争運動           | 野党       |
| モザンビーク     | モザンビーク解放戦線           | 与党       |
| モロッコ         | 人民勢力社会主義同盟           | 野党       |

### 南北アメリカ
| 国             | 党名                                 | 与党・野党 |
| -------------- | ------------------------------------ | ---------- |
| アルゼンチン   | 急進市民同盟                         | 野党       |
| ウルグアイ     | 新しい地                             | 与党       |
| グアテマラ     | 希望の国民連合                       | 野党       |
| コスタリカ     | 国民解放党                           | 与党       |
| コロンビア     | コロンビア自由党                     | 与党       |
| ジャマイカ     | 人民国家党                           | 野党       |
| チリ           | チリ社会党                           | 野党       |
| チリ           | 民主主義のための政党                 | 野党       |
| チリ           | 急進社会民主党                       | 野党       |
| ドミニカ共和国 | ドミニカ革命党                       | 与党       |
| ハイチ         | ハイチ社会民主主義運動               | 野党       |
| ハイチ         | ハイチの進歩のための社会民主主義会議 | 野党       |
| パナマ         | 民主革命党                           | 与党       |
| パラグアイ     | 進歩民主党                           | 野党       |
| プエルトリコ   | プエルトリコ独立党                   | 野党       |
| ブラジル       | 民主労働党                           | 野党       |
| ベネズエラ     | 民主行動党                           | 野党       |
| ベネズエラ     | 新時代                               | 野党       |
| ベネズエラ     | 大衆意思党                           | 野党       |
| ペルー         | アメリカ革命人民同盟                 | 野党       |
| メキシコ       | 制度的革命党                         | 野党       |

### ヨーロッパ
| 国                       | 党名                               | 与党・野党 |
| ------------------------ | ---------------------------------- | ---------- |
| アイルランド             | アイルランド労働党                 | 野党       |
| アルバニア               | アルバニア社会党                   | 与党       |
| アンドラ                 | 社会民主党                         | 野党       |
| イタリア                 | イタリア社会党                     | 野党       |
| オーストリア             | オーストリア社会民主党             | 野党       |
| 北アイルランド           | 社会民主労働党                     | 与党       |
| 北キプロス               | 共和トルコ党                       | 野党       |
| 北キプロス               | 公共社会党                         | 野党       |
| キプロス                 | 社会民主主義運動                   | 与党       |
| ギリシャ                 | 全ギリシャ社会主義運動             | 野党       |
| クロアチア               | クロアチア社会民主党               | 野党       |
| サンマリノ               | 社会民主党                         | 与党       |
| スペイン                 | スペイン社会労働党                 | 与党       |
| スロバキア               | 方向・社会民主主義                 | 与党       |
| チェコ                   | チェコ社会民主党                   | 与党       |
| トルコ                   | 共和人民党                         | 野党       |
| ハンガリー               | ハンガリー社会党                   | 野党       |
| ハンガリー               | ハンガリー社会民主党               | 野党       |
| フィンランド             | フィンランド社会民主党             | 与党       |
| フランス                 | 社会党                             | 野党       |
| ブルガリア               | ブルガリア社会党                   | 野党       |
| ブルガリア               | ブルガリア社会民主党               | 野党       |
| ベラルーシ               | ベラルーシ社会民主党               | 野党       |
| ベルギー                 | ベルギー社会党                     | 野党       |
| ボスニア・ヘルツェゴビナ | ボスニア・ヘルツェゴビナ社会民主党 | 野党       |
| ポルトガル               | 社会党                             | 与党       |
| モルドバ                 | モルドバ民主党                     | 与党       |
| モンテネグロ             | モンテネグロ社会民主党             | 野党       |
| モンテネグロ             | モンテネグロ社会主義者民主党       | 与党       |
| リトアニア               | リトアニア社会民主党               | 野党       |
| ルーマニア               | 社会民主党                         | 与党       |

出典：“MEMBER PARTIES of the SOCIALIST INTERNATIONAL”.   SI（社会主義インター）. 2015年4月26日閲覧。“SI Member Parties in Government” (PDF).   SI (2015年3月). 2015年4月26日閲覧。

## 諮問政党
2019年10月時点
| 国                   | 党名                                            | 与党・野党 |
| -------------------- | ----------------------------------------------- | ---------- |
| ベリーズ             | 人民連合党                                      | 野党       |
| ボツワナ             | ボツワナ民主党                                  | 与党       |
| コンゴ民主共和国     | 統一ルムンバ主義党                              | 野党       |
| ジブチ               | 民主主義再生と開発の運動                        | 野党       |
| ガボン               | ガボン進歩党                                    | N/A        |
| ガンビア             | 連合民主党                                      | N/A        |
| ジョージア           | ジョージアの発展のための社会民主党              | N/A        |
| ガーナ               | 会議人民党                                      |            |
| ギニアビサウ         | ギニア・カーボベルデ独立アフリカ党              | 与党       |
| イラン               | イランクルド人の民主党                          | N/A        |
| パレスチナ           | パレスチナ国民イニシアチブ                      | 野党       |
| パレスチナ           | パレスチナ人民闘争戦線                          |            |
| 西サハラ             | ポリサリオ戦線                                  | 与党       |
| サントメ・プリンシペ | サントメ・プリンシペ解放のための運動/社会民主党 | 与党       |
| エスワティニ         | 人民連合民主運動                                | N/A        |
| ロジャヴァ           | クルド民主統一党                                | 与党       |
| トーゴ               | アフリカ人民民主会議                            |            |
| トルコ               | 国民民主主義党                                  | 野党       |
| ウクライナ           | ウクライナ社会民主党                            | N/A        |
| ザンビア             | 愛国戦線                                        | 与党       |

## オブザーバー政党
2024年7月時点
| 国           | 党名                     | 与党・野党 |
| ------------ | ------------------------ | ---------- |
| エスワティニ | スワジ民主党             | 野党       |
| イラン       | イランクルド人のコマラ党 |            |
| イラン       | クルド人のコマラ党       |            |
| ケニア       | ケニア労働党             |            |
| コソボ       | 自己決定運動             | 野党       |
| レソト       | レソト民主会議           | 野党       |
| セルビア     | セルビア社会民主党       | 与党       |
| ソマリランド | 正義開発党               | 野党       |
| イギリス     | 労働党                   | 与党       |

## かつて加盟していた主な政党
- 社会民主同盟 (アイスランド) - アイスランド。2017年脱退。
- アメリカ社会民主党 ‐ アメリカ。1972年に加盟。2007年脱退。
- アメリカ民主社会主義者 - アメリカ。2017年8月脱退。
- 人民選挙運動（英語版） - アルバ。1994年加盟。2014年12月除名。
- 社会民主党 - アルバニア。会費未納で2012年にオブザーバーに格下げ[13]。2014年12月に除名。
- 社会党 - アルゼンチン。
- 社会民主党 - イギリス。 自由党と合併して自由民主党となった。
- マパム - イスラエル。他党と合併して、メレツを結成。
- イタリア社会党 - イタリア。現在の新イタリア社会党は加盟していない。
- イタリア民主社会党 - イタリア。
- 左翼民主党 - イタリア。中道政党のマルゲリータと合併し、民主党を結成。新党のインター加盟は未定。
- ウクライナ社会党 - ウクライナ。2011年脱退。
- ウルグアイ社会党 - ウルグアイ。2017年脱退。
- 民主左翼党 - エクアドル。2017年脱退。
- 国民民主党 - エジプト：2011年1月の民主化デモに対する政府の弾圧を理由に加盟資格を停止[14]、2011年4月16日に裁判所より解散命令を受け消滅。
- エジプト社会民主党 - エジプト。2019年会費滞納で除名。
- 社会民主党 (エストニア)（英語版） - エストニア。2017年除名。
- オーストラリア労働党 - オーストラリア。1966年に加盟。2014年12月脱退。
- 労働党 - オランダ。2014年12月除名。
- 新民主党 - カナダ。2018年脱退。
- イボワール人民戦線 - コートジボワール。二重政府状態が武力衝突に発展する事態を受け、2011年3月に追放[15]。
- 人民行動党 - シンガポール。1976年、言論の自由に対する抑圧を理由に除名。
- 統一社会党 - 韓国。1980年に公布された第五共和国憲法附則で解散させられた。第六共和国における中道左派政党である民主労働党はインター未加盟。
- スイス社会民主党 - スイス。2017年脱退。
- スウェーデン社会民主労働党 - スウェーデン。2017年脱退。
- 民主党 - セルビア。
- 立憲民主連合 - チュニジア。2011年1月にジャスミン革命を受け資格停止[16]、2011年3月に裁判所より解散命令を受け消滅。
- デンマーク社会民主党 - デンマーク。創立メンバー。2017年脱退。
- ドイツ社会民主党 - ドイツ。創立メンバー。2017年脱退。
- 日本社会党 - 日本。1996年、社会民主党に改組された。
- 民社党 - 日本。1994年に新進党に合流したことで解党した。
- ニュージーランド労働党 - ニュージーランド。1952年加盟。2012年会費滞納でオブザーバーに格下げ。2014年12月除名。
- ノルウェー労働党 - 1951年加盟。2017年脱退。
- バルバドス労働党 - 2012年に会費滞納でオブザーバーに格下げ。2014年12月に除名。
- フィジー労働党（諮問政党）- フィジー。
- ブルンジ民主戦線 - ブルンジ。2003年に諮問政党。2012年会費滞納でオブザーバーに格下げ。2014年12月脱退。
- 社会党・別 - ベルギー。2017年脱退。
- 独立社会民主同盟 - ボスニア・ヘルツェゴビナ（スルプスカ共和国）。ナショナリズム傾向の強さを批判され資格停止、のちケープタウンの第24回大会にて関係終了を決定[17]。
- 民主左翼連合 - ポーランド。1996年に加盟。2017年脱退。
- 労働連合 - ポーランド。1996年加盟。2012年に会費滞納でオブザーバーに格下げ。2014年12月除名。
- マケドニア社会民主連合 - マケドニア。2012年に会費滞納でオブザーバーに格下げ。2014年12月除名。
- マルタ労働党 - マルタ。2012年に会費滞納でオブザーバーに格下げ。2014年12月除名。
- 民主行動党 - マレーシア。2017年除名。
- ラトビア社会民主労働党 - ラトビア。1994年加盟。2012年会費滞納でオブザーバーに格下げ。2014年12月除名。
- ルクセンブルク社会主義労働者党 - ルクセンブルク。創立メンバー。2018年に会費滞納で除名。
- 民主変革運動 - ジンバブエ。2017年脱退。
- 社会民主党 - ベナン。
- サンディニスタ民族解放戦線 - ニカラグア。2019年除名。
- 社会主義運動（スペイン語版） - ベネズエラ。
- 革命的左翼運動 - ボリビア。
- 社会民主党 - スロベニア。2014年脱退。
- 公正ロシア - ロシア。2022年除名[18]。